# Wilhelm von Rapp

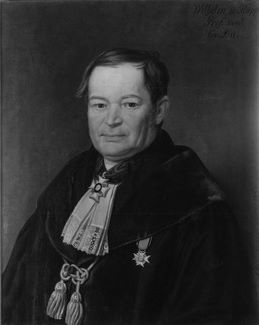
Wilhelm von Rapp auf einem 1858 von Franz Seraph Stirnbrand gemalten Bild in der Tübinger Professorengalerie

Wilhelm Rapp, ab 1837 von Rapp, (* 3. Juni 1794 in Stuttgart; † 11. November 1868 in Tübingen) war ein deutscher Mediziner sowie Professor an der Universität Tübingen.

## Leben
Wilhelm Rapp studierte ab 1813 und wurde 1817 Arzt in Tübingen. 1819–1827 war er außerordentlicher und 1827–1856 ordentlicher Professor der Medizin an der Universität Tübingen (Anatomie der Menschen und Tiere, seit 1844 Zoologie und Zootomie). 1844 war er in Stuttgart maßgeblich an der Gründung des Vereins  für vaterländische Naturkunde in Württemberg beteiligt. Sein 1858 von Franz Seraph Stirnbrand gemaltes Porträt hängt in der Tübinger Professorengalerie.

## Auszeichnungen und Mitgliedschaften
Im Jahr 1825 wurde er zum Mitglied der Leopoldina gewählt. 1837 wurde er mit dem Ritterkreuz des Ordens der Württembergischen Krone ausgezeichnet, welcher mit dem persönlichen Adelstitel (Nobilitierung) verbunden war.